# Vitali Petrakov
Vitali Aleksándrovich Petrakov –en ruso, Виталий Александрович Петраков– (Tula, 10 de diciembre de 1954) es un deportista soviético que compitió en ciclismo en la modalidad de pista, especialista en la prueba de persecución por equipos.
Participó en dos Juegos Olímpicos de Verano, obteniendo en total dos medallas, oro en Moscú 1980, en la prueba de persecución por equipos (junto con Víktor Manakov, Valeri Movchán y Vladímir Osokin), y plata en Montreal 1976, también en persecución por equipos (con Víktor Sokolov, Aleksandr Perov y Vladímir Osokin).
Ganó tres medallas de plata en el Campeonato Mundial de Ciclismo en Pista entre los años 1975 y 1979.

## Medallero internacional
| Juegos Olímpicos   | Juegos Olímpicos          | Juegos Olímpicos | Juegos Olímpicos            |
| Año                | Lugar                     | Medalla          | Competición                 |
| ------------------ | ------------------------- | ---------------- | --------------------------- |
| 1976               | Montreal ( Canadá)        | Medalla de plata | Persecución por equipos     |
| 1980               | Moscú ( URSS)             | Medalla de oro   | Persecución por equipos     |
| Campeonato Mundial |                           |                  |                             |
| Año                | Lugar                     | Medalla          | Competición                 |
| 1975               | Rocourt ( Bélgica)        | Medalla de plata | Persecución por equipos (A) |
| 1978               | Múnich ( RFA)             | Medalla de plata | Persecución por equipos (A) |
| 1979               | Ámsterdam ( Países Bajos) | Medalla de plata | Persecución por equipos (A) |